# Віррат
Віррат (фін. Virrat швед. Virdois) — місто в провінції Пірканмаа в Фінляндії. 
Чисельність населення становить 7 500 осіб (2011). Місто займає площу 1 299,07  км ², з яких водна поверхня становить 136,73 км ². Щільність населення — 6,45 осіб/км ². 